# Проект Генуя
Проект Генуя (англ. Project Genoa) — проект программного обеспечения, разработанный по заказу Управления перспективных исследовательских проектов Министерства обороны США (DARPA) для анализа больших объёмов данных и метаданных, чтобы помочь аналитикам в борьбе с терроризмом.

## Обзор программы
Основной функцией Проекта Генуя был интеллектуальный анализ больших объёмов данных, чтобы увеличить эффективность человеческого анализа.
Программа была разработана для поддержки подходов как «сверху вниз», так и «снизу вверх»: лицо принимающее решение могло выдвинуть гипотезу о возможной атаке и использовать Генуя для поиска подтверждающих доказательств такого инцидента, или же фрагменты разведки собирались в диаграмму и представлялись возможные результаты. Подобные подходы позволяли аналитикам изменять диаграмму для проверки различных случаев.
В разработке проекта Генуя участвовали такие компании, как Integral Visuals, Saffron Technology и Syntek Technologies. Общая стоимость создания программы составила 42 миллиона долларов.

## История программы
Проект Генуя был задумана в конце 1995 года отставным контр-адмиралом Джоном Пойндекстером, главным игроком в деле Иран — Контрас. В то время Пойндекстер работал в Syntek, компании, которая часто заключала контракты с Министерством обороны США. Он предложил создать компьютерную систему, которая поможет людям обрабатывать большие объёмы данных, чтобы более эффективно прогнозировать потенциальные угрозы национальной безопасности. Пойндекстер поделился своими идеями с бывшими коллегами, работающими в Совете национальной безопасности США.
В том же году для проекта была собрана команда исследователей, которая начала изучать различные исторические события, к которым может быть применен Проект Генуя. Зариновая атака в Токийском метрополитене стала главным предметом исследования. Вместо того чтобы анализировать саму атаку, исследователи изучили историю Аум Синрикё, группы, которая совершила атаку, чтобы найти доказательства, которые могли бы предположить их намерения заранее.
Чтобы представить свои идеи, исследователи создали командный центр по борьбе с кризисами в главном здании DARPA, укомплектовали его мониторами и командой актёров. Аудитория наблюдала за тем, как перед ними разворачивается вымышленный сценарий, сопровождаемый фрагментом анимационного видео. Пойндекстер назвал презентацию «Один день из жизни аналитика». Ещё один фиктивный центр был создан возле здания DARPA с помощью голливудского декоратора для той же цели. Среди видных зрителей выставки были Ричард Кларк, Джон Макконнелл и Джеймс Клэппер.
Проект Генуя был принят в эксплуатацию в 1996 году для дальнейшей разработки под надзором DARPA и завершен в 2002 финансовом году, став компонентом программы Полной информационной осведомленности. Был сделан вывод, что, хотя Проект Генуя и помогал чиновникам лучше понимать сложные ситуации, он работал медленно. Исследования, начатые в рамках проекта, были продолжены в его приемнике — программе «Генуя II». Одной из целей этого преемника было увеличение скорости анализа.
Программа активно использовалась Агентством военной разведки.